# Cincinnati Times-Star Building
El Cincinnati Times-Star Building, tambipen conocido como 800 Broadway Street, es un edificio histórico situado en la ciudad de Cincinnati, en el estado de Ohio (Estados Unidos). Fue incluido en el Registro Nacional de Lugares Históricos el 25 de noviembre de 1983. Fue construido en 1933 y fue diseñado por la firma de Samuel Hannaford & Sons en estilo art déco. El edificio de piedra caliza tiene 15 pisos con un sótano y un subsótano debajo. No hay piso 13 ya que las supersticiones aumentaron durante este período de tiempo. Gran parte de la fachada decorada rinde homenaje a las empresas de impresión y publicación. A 60 metros sobre la calle hay cuatro pilares en cada una de las esquinas de la torre; representan patriotismo, verdad, velocidad y progreso.
La fábrica de periódicos ocupó los primeros seis pisos. Los pisos superiores eran oficinas. El principal inquilino era el Cincinnati Times-Star. Este fue una reunión de varios periódicos y era propiedad de la familia Taft de Cincinnati. Charles Phelps Taft fue editor.
Antes de mudarse al Times-Star Building en Broadway el 1 de enero de 1933, las oficinas del periódico estaban en las calles Sixth y Walnut.
Cuando el Times-Star cerró en 1958, sus activos fueron comprados por su rival, The Cincinnati Post, quien se mudó al edificio y lo ocupó hasta 1984. El condado de Hamilton compró el edificio a fines de la década de 1980 y lo renombró como 800 Broadway Building. Se utiliza para las oficinas del condado y por el Tribunal de Menores.